# Église Santa Maria ai Monti
L'église Santa Maria ai Monti (en français : église Sainte-Marie-aux-Monts) est une église romaine située dans le rione de Monti sur la via Madonna dei Monti ; elle est aussi dite Madonna dei Monti.

## Historique

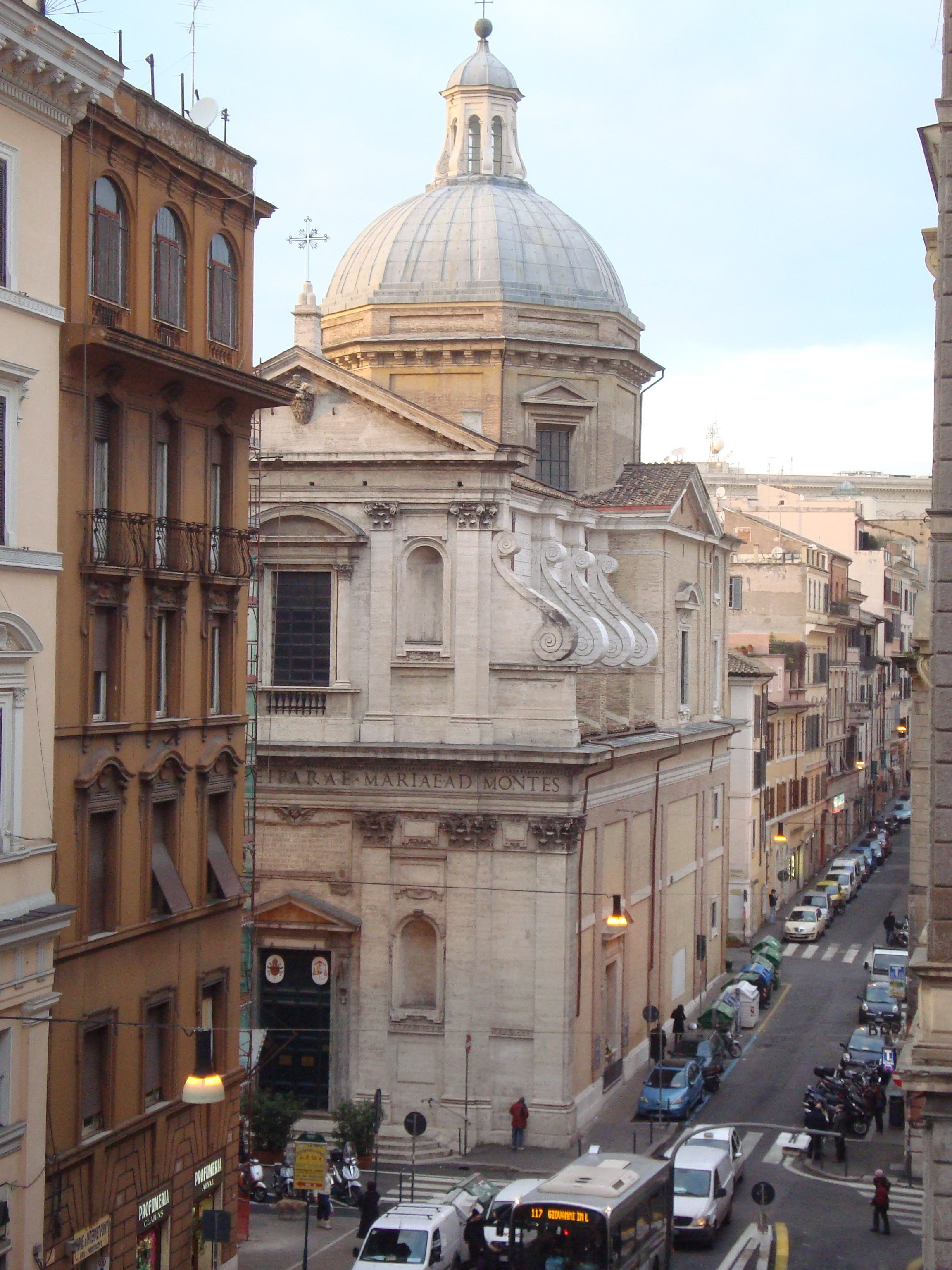
Vue d'ensemble.

L'église est construite par l'architecte Giacomo della Porta sur la demande de Grégoire XIII en 1580 pour célébrer la découverte d'une image considérée miraculeuse du XVe siècle représentant la Madone avec saint Laurent et saint Étienne qui fut retrouvée dans les ruines d'un couvent de Clarisses proche. Cette image toujours présente sur le maître-autel est portée (une copie) depuis en procession chaque année vers la fin avril, date à laquelle elle a été trouvée en 1579. La façade de l'église a été restaurée en 1991-1992. 
L'église abrite depuis 1960 le titre cardinalice de Santa Maria ai Monti. Par ailleurs, l'église Santa Maria della Neve al Colosseo lui est rattachée et constitue un lieu de culte subsidiaire.

## Architecture et intérieur

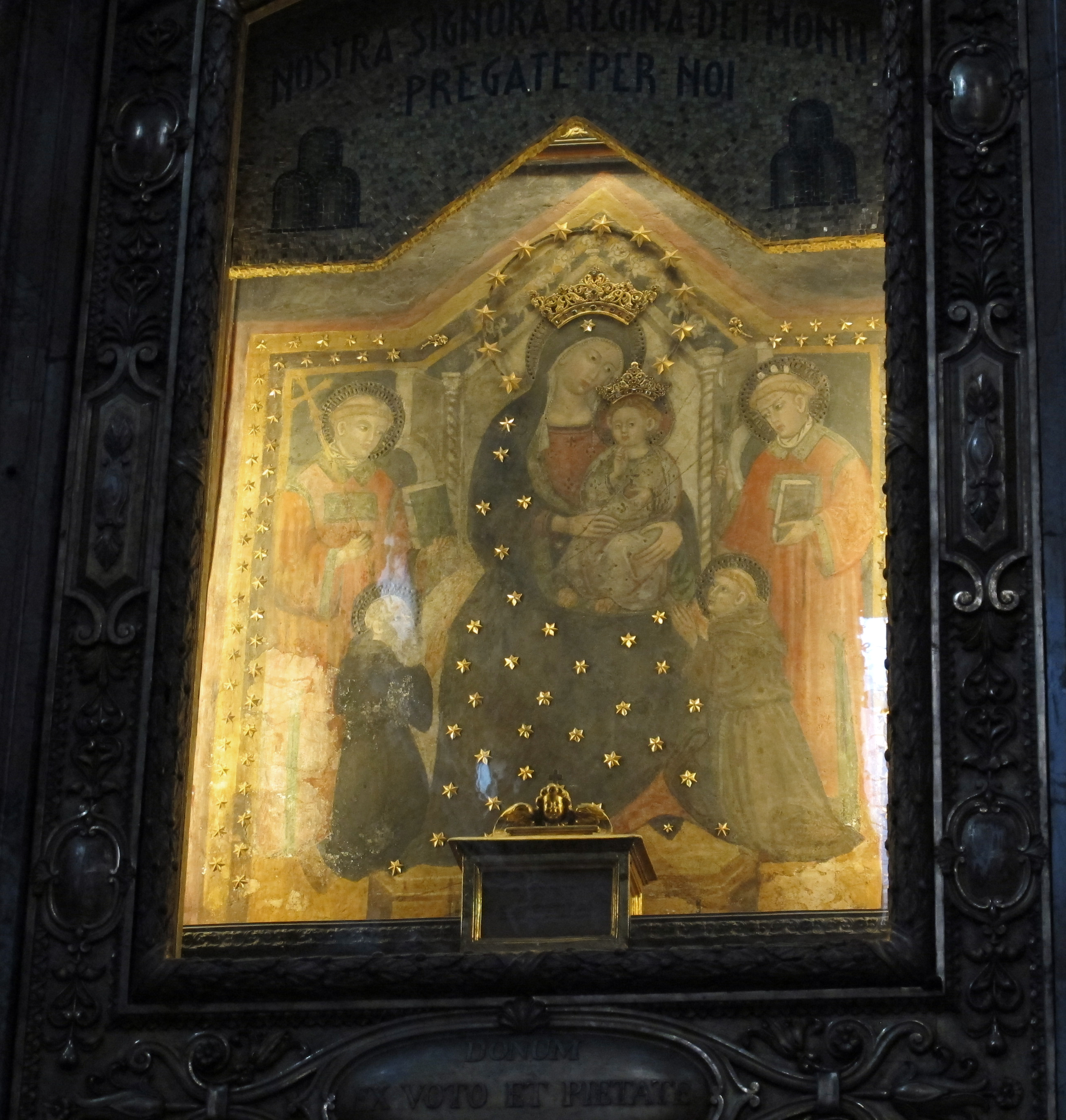
L'image miraculeuse de la Vierge aux saints Laurent et Étienne.

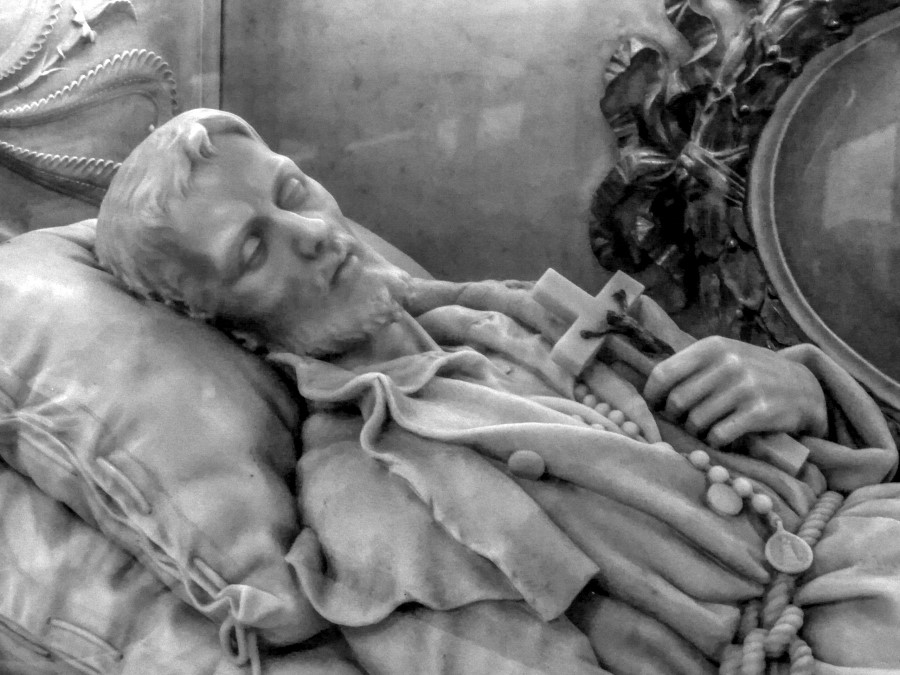
Gisant de saint Benoit-Joseph Labre.

L'église bâtie sur les plans de Giacomo della Porta est inspirée de celle du Gesù qu'il avait précédemment réalisée. Les travaux ont été poursuivis par Carlo Lombardi (en) et Flaminio Ponzio. En 1599 ont été ajoutés sous la coupole les statues de quatre prophètes de l'Ancien Testament sculptées par Giovanni Anguilla.
L'abside est le fruit du travail de Giacinto Gimignani et Cristoforo Casolani (en), ce dernier ayant également peint les fresques des quatre évangélistes de la coupole et celles du plafond représentant l'Ascension, les Anges et les docteurs de l'église. Certaines chapelles ont des œuvres de Ambrogio Buonvicino (en). La chapelle gauche possède une Annonciation de Durante Alberti, une Adoration des Mages et Le Rêve de Joseph par Cesare Nebbia, ainsi qu'une Nativité de Girolamo Muziano. La chapelle de droite abrite une peinture de la Madone à l'enfant, un Saint Carlo Borromeo et des scènes de sa vie toutes de Giovanni da San Giovanni.
Benoît-Joseph Labre, mort en 1783, est enterré dans le transept gauche, et son gisant a été réalisé en 1892 par le sculpteur Achille Albacini (en).

## Source
- (it) Cet article est partiellement ou en totalité issu de l’article de Wikipédia en italien intitulé « Chiesa di Santa Maria ai Monti » (voir la liste des auteurs).